# Camponotus crassus
Camponotus crassus es una especie de hormiga del género Camponotus, tribu Camponotini. Fue descrita científicamente por Mayr en 1862.
Se distribuye por Argentina, Brasil, Colombia, Panamá, Paraguay, Perú y Trinidad y Tobago. Se ha encontrado a elevaciones de hasta 195 metros. Vive en microhábitats como la vegetación baja y nidos.